# Centropogon trianae
Centropogon trianae är en klockväxtart som beskrevs av Alexander Zahlbruckner. Centropogon trianae ingår i släktet Centropogon och familjen klockväxter. Inga underarter finns listade i Catalogue of Life.